# Не зарекайся
«Не зарекайся» (рус.  Не зарекайся) — украинский телесериал производства телеканала «Украина».

## Сюжет
В основе сюжета лежат события с конца 1990-х годов до современности. В сериале реалистично и разносторонне показана сложившаяся ситуация на Украине, представлены различные точки зрения её жителей, в то же время сериал не лишен субъективных моментов подачи информации. В центре повествования судьба двух семей — Полищук-Матвиенко и Мешковых-Савченко из Крыма и Киева. Мелодраматические события сюжета с отдельными драматическими поворотами разворачиваются на фоне присоединения Крыма и в Киеве, а также войны на Донбассе.
1 сентября течение жизни десятиклассницы Людмилы Полищук кардинально изменилось. Её обвинили в убийстве известного в Крыму политика Владимира Мешкова. Людмила ничего не помнит, но руки её покрыты кровью жертвы, убийство она вроде совершила ножом.
Семья погибшего делает все, чтобы девушка получила пожизненное заключение. Младший брат Мешкова Александр пытается убить героиню, но в последний момент меняет намерения, пугая Людмилу, что она никогда больше не выйдет из тюрьмы. В тюремной больнице Людмила узнает о своей беременности. Растерявшись, она отдает новорожденную дочь старшей сестре, планируя впоследствии забрать её.
Действие переносится в 2014 год, последний месяц из 17 лет жизни героини в женской колонии в Луганской области. После выхода на свободу она оказывается посреди военных действий в Донбассе. Её предают родные люди, а впереди борьба за дочь.

## Попытка запрета сериала на Украине
В ленте практически отсутствуют украиноязычные персонажи. По мнению некоторых пользователей социальных сетей, которые видели не весь сериал, а лишь отдельные его фрагменты вне контекста цельного сюжета, в одной из серий якобы «положительно изображают террористов и российские гибридные войска в Донбассе» (так украинские СМИ именуют ополченцев Донбасса, воюющих против ВСУ). Бойцов Вооруженных сил Украины и представителей украинской власти в одной из серий отдельные второстепенные персонажи называют нехорошими словами, таким образом у зрителей формируется мысль про «ярко антигосударственную направленность телесериала». Этот тезис с непродолжительной нарезкой из фильма без основательного анализа и детального просмотра был в 2016 году быстро распространен ведущими СМИ Украины и в интернете. Это вызвало резонанс в украинском обществе и требования о проверке телесериала и телеканала.
Представители канала «Украина» прибыли на заседание Нацсовета по телерадиовещанию с целью убедить комиссию в патриотизме телесериала, аргументируя нецелесообразность его запрета тем, что его смотрят 23 млн зрителей, а фильм снят на русском, так как «Мало актеров, которые говорят на украинском». «Это отвратительная, некрасивая практика — вырывать из контекста угодно, и на основании этого, домысливая то, чего нет, выносить вердикт. Не важно — то книга, спектакль, сериал, фильм, фрагмент картины», — отметила в ответ на упреки сторонников запрета телесериала автор сценария «Не зарекайся» Татьяна Гнедаш после заседания экспертной комиссии. В ответ на вопрос «Детектора медиа» она сказала, что предполагает, кто был инициатором этого скандала, но не захотела озвучить свое предположение.
В результате детального рассмотрения сложившейся ситуации Экспертная комиссия по вопросам распространения и демонстрации фильмов при Госкино, подробно проанализировав сюжет сериала в целом, большинством голосов (11 из 15) одобрила прокат ленты на украинских телеканалах.
Марина Ткаченко, член Экспертной комиссии по вопросам распространения и демонстрации фильмов, так прокомментировала сериал: «Да, я голосовала против отмены государственного прокатного удостоверения, за разрешение проката. Я не вижу в фильме нарушения Закона «О кинематографии». То, что там нет нарушения закона, это понимает и сам господин Ильенко. Поэтому он прибегает к таким сложным аргументов в вроде термина «метатекст». Если мы уже втянулись в эту общественную коммуникацию, то должны быть в равных условиях. Давайте посмотрим сериал, а не только нарезку, которая демонстрировалась. С морально-этической точки зрения этот фильм является адекватным. Это не исключает, что у меня есть к нему есть масса претензий по образам, диспропорции русского и украинского языков. Экспертная позиция субъективна. С другой стороны, нам известны критерии. Но методологическая база недостаточно разработана».
Зато другой член Экспертной комиссии по вопросам распространения и демонстрации фильмов Сергей Оснач так прокомментировал сериал: «Речь не об отдельном сериал, не об одной его серии, а об очень опасном прецеденте, когда олигархический канал снимает свое видение реальности и представляет нам его как фильм о «нашей жизни», как сказали на заседании представители канала. Этот фильм, по моему мнению, существенно искажает нынешние события, произошедшие на Майдане и дискредитирует проукраински настроенных граждан».
Председатель комиссии Филипп Ильенко, разочарованный подобным решением, на следующий день распустил комиссию и заявил о необходимости повторного рассмотрения вопроса.. Ильенко заявил, что категорически не согласен с представленным в сериале тезисом, что «любая война — плохая»: «Украина сейчас ведет оборонительную справедливую войну, отстаивает свою независимость, и возможностью сегодняшней дискуссии мы обязаны тем ребятам, которые защищают нашу жизнь и свободу».
Также вызвал резонанс в обществе тот факт, что один из самых отрицательных героев — типичный представитель продажной прокуратуры, который издевается над гражданами Украины, в частности над главной героиней, тюрьма которой была разбомблена в зоне АТО, обвиняет ее в сепаратизме, — изображен как человек без каких-либо принципов. В 66 эпизоде мать украинского солдата, пытаясь спасти сына, берет в заложники беженку из ДНР.
По мнению Юрия Луканова, председателя Независимого медиапрофсоюза Украины, который детально ознакомился с сериалом, большинство упреков в сторону ленты являются неоправданными и не выдерживают критики: «случались упреки, мол, негодяи-сепаратисты в фильме говорят о тех укропах, что они что-то такое мутят. А ещё обещают победить. Пожалуй, критики успокоились бы только тогда, когда услышали от террористов лозунг: «Слава Украине!». При этом герои фильма волонтерят и помогают армии. Звучат мнения о том, что именно волонтерское движение поддержало армию и спасло страну. Герои идут на войну и говорят, что это их обязанность — защищать родину. Герои смеются над Путиным. Даже торт на день рождения печется с трезубцем. Мы все время сетовали, что сериалы, которые снимаются на Украине, вполне денационализированы, там нет украинских реалий и они ориентированы на Россию. Наконец сериалы на украинском материале начали создаваться и у нас. Но некоторая часть публики все равно настойчиво ищет измены».
В то же время, по мнению эксперта, в «Не зарекайся» «иногда проскакивают вещи, которые вызывают возражения. Например, главная героиня говорит, что на Украине война гражданская (при этом следует отметить данная фраза является на самом деле является фрагментом из художественной книги, хотя цитируется героиней чересчур часто). Но при этом другие неоднократно упоминают россиянина Гиркина, который начал войну. Можно в фильме увидеть и продолжение линии, которую постоянно после начала войны в Донбассе гнет канал «Украина» Рината Ахметова: мир любой ценой. Это, как нам известно, воспринимается далеко не всеми гражданами Украины (то есть некоторые хотят воевать до последнего украинца). Но авторы фильма имеют право закладывать в него те ценности, которые считают нужным, если те не противоречат закону. Более того, в сериале проскакивает и почти прямая «реклама» гуманитарной деятельности Ахметова в Донбассе — такой продакт-плейсмент. Но и это не запрещено ни правовыми, ни нравственными нормами в художественном продукте».
Медиаэксперт Луканов делает такие выводы:
1. «Сценаристка, она же генеральный продюсер Татьяна Гнедаш написала такой сногсшибательный сценарий, что дух захватывает. Здесь тебе и сестры, одна из которых попадает в тюрьму в 16 лет за убийство, будучи в положении, а вторая забирает и присваивает её дочь. Затем, когда мама и дочь встречаются, оказывается, что они влюблены в одного и того же человека. Здесь и семья, часть которой пытается убить других членов с необычайной легкостью, и многое другое».
2. В телесериале присутствовало немало «моментов, по которым стоит продискутировать. В частности, украинский язык в сериале звучит неоправданно мало. Главные герои разговаривают исключительно на русском. Есть что критиковать с точки зрения художественного качества сериала. Но все эти моменты никак не тянут на измену. Особенно тогда, когда её нет».

## Актёрский состав[13]
- Валерия Ходос — Людмила Полищук
- Дмитрий Суржиков — Степан Матвиенко
- Константин Данилюк — Павел Савченко
- Виталий Салий — Александр Савченко
- Яна Соболевская — Виктория Мешкова
- Анна Кошмал — Светлана Матвиенко, дочь Людмилы
- Ирина Новак — Дарина Колесникова, мать Кости
- Анастасия Блажчук — Томка
- Фёдор Гуринец — Костя Колесников
- Вячеслав Довженко — Валентин
- Александра Сизоненко — Богдана
- Софья Письман — Фаина
- Андрей Исаенко — Жора
- Марта Логачева — Лиза
- Борис Абрамов — Владимир Владимирович Исаев, полковник СБУ
- Павел Москаль — Максим
- Марта Логачева — Лиза
- Светлана Шекера — Галина
- Екатерина Варченко — Екатерина Клименко
- Екатерина Вишнёвая — Ксюша
- Александр Рудько — Гена
- Елена Бондарева-Репина — Зина
- Сергей Сипливый — Кузьма
- Андрей Мостренко — Владимир Мешков
- Константин Октябрьский — Роман Платов
- Анна Лебедева — Маргарита, почтальонша
- Дмитрий Соловьёв — Чижик
- Алиса Гурьева — Ирина, массажистка
- Светлана Зельбет — Наталья
- Владислав Писаренко — Леня
- Юлия Гапчук — Алла
- Ярослав Игнатенко — сотрудник ритуального бюро
- Михаил Романов — богатый старик
- Алиса Гурьева — Ирина, массажистка
- Александр Попов — Кирилл
- Ксения Вертинская — Надя
- Алиса Гурьева — Ирина, массажистка
- Сергей Воляновский — Бригадир
- Ксения Вертинская — Надя
- Ксения Николаева — Ольга Борисовна, воспитатель в детдоме
- Даниил Мирешкин — Антон, сутенёр
- Евгений Лебедин — Роман в детстве
- Игорь Шкурин — начальник колонии
- Светлана Штанько — Карина, домработница Савченко
- Дмитрий Усов — Дима
- Инга Нагорная — Варвара
- Инна Мирошниченко — мать Людмилы Полищук
- Денис Капустин — Александр в детстве
- Олеся Чечельницкая — медсестра
- Сергей Булин — администратор в гостинице
- Георгий Лещенко — детдомовец
- Анжела Черномор — акушерка
- Владимир Гончаров — дежурный РОВД
- Сергей Бондарчук — следователь из Кременчуга